# Archives départementales des Yvelines
Les archives départementales des Yvelines sont un service du conseil départemental des Yvelines.
Longtemps conservées à Versailles, à la Grande Écurie de 1957 à 2003, elles sont abritées depuis décembre 2003 dans un bâtiment neuf, spécialement adapté à la conservation des documents, construit dans le quartier du Pas du lac à Montigny-le-Bretonneux (Saint-Quentin-en-Yvelines).
Les collections les plus fragiles et les plus consultées sont progressivement numérisées et une partie est consultable via Internet.
Les bâtiments des archives départementales abrite également le Pôle Sauvegarde et Transmission des Patrimoines de l'agence départementale IngenierY, qui compte environ 2 000 objets protégés au titre des monuments historiques.
Le bâtiment des archives départementales abrite aussi le service archéologique interdépartemental des Yvelines et des Hauts-de-Seine (EPI 78/92).

## Missions
Les archives départementales des Yvelines veillent sur les archives publiques et privées pour les rendre accessibles à tous.
Une trentaine de personnes œuvrent au quotidien pour :
- collecter, décrire et conserver dans les meilleures conditions les archives publiques et privées qui constituent la mémoire et le patrimoine historique du département ;
- communiquer ces archives à tous ceux qui souhaitent les consulter, sur place et sur Internet ;
- accueillir des publics diversifiés (scolaires, associations, jeunes, seniors, groupes...) et diffuser les outils pédagogiques mis au point par une équipe d’enseignants et de médiateurs culturels ;
- aider les services administratifs implantés dans le département à gérer correctement les archives qu’ils produisent et utilisent, de manière à garantir l’efficacité des services publics, la transparence administrative et la préservation des sources de la recherche historique de demain ;
- répondre aux demandes émanant de particuliers, de notaires ou de services publics, qui dans le cadre de leurs démarches administratives ou judiciaires recherchent divers justificatifs (jugements de divorce, justificatifs de propriété, actes notariés, certificats d’examen…).

## Directeurs
- 1968-1982 : Marcel Delafosse
- 1982-1986 : Michel Chabin
- 1986-1994 : Françoise Jenn
- 1994-2005 : Arnaud Ramière de Fortanier
- 2005-2013 : Élisabeth Gautier-Desvaux
- 2013-2018 : Christine Martinez
- Depuis 2018 : Hélène Guichard-Spica

## Pour approfondir